# Kraj, gdzie nigdy się nie umiera
Kraj, gdzie nigdy się nie umiera (wł. Il paese dove non si muore mai) – powieść napisana w języku włoskim i wydana w 2003 roku, albańskiej pisarki Orneli Vorpsi. Debiut literacki uznanej na całym świecie malarki, za który zdobyła kilka nagród literackich.

## Fabuła
Ornela Vorpsi wyemigrowała do Włoch w 1989 roku, mając 21 lat. Jej debiutancka powieść to wyraz traumatycznych przeżyć z dzieciństwa. Szeroki punkt widzenia na swój smutny kraj osiąga, dopiero gdy przygląda mu się z oddalenia. Nie jest to jednak książka rozrachunkowa i nie analizuje w niej tożsamości Albańczyków. Książka Vorpsi to dramatyczna, a zarazem ironiczna opowieść o albańskiej codzienności, na którą składają się dwa reżimy: komunistyczny i kulturowy. Obydwa w różnym stopniu wpływają na ludzkie losy stając się powodem tragedii, a niekiedy pchając nawet do śmierci. Bohaterką powieści jest młoda dziewczyna, wkraczająca dopiero w etap dorosłości, w którym przekonuje się, że jako kobieta ma ściśle określoną rolę do spełnienia w rodzinie i społeczeństwie. Odczuwa potrzebę buntu przeciwko narzuconej jej pozycji. Dystans a niekiedy też cynizm stają się sposobem na przetrwanie.
Dominującą tematyką jest problem tożsamości, kobiecej niezależności, masochizm kulturowy i mentalny Albańczyków a przede wszystkim grzebanie marzeń, które nie mają możliwości w pełni się narodzić. Albania ukazana jest jako kraj bylejakości i dumy z tej bylejakości, kraj zawiści i kraj szeptanych pokątnie słów rozgrzeszenia. To jednocześnie także miejsce wielbiące narodową martyrologię, nurzające się w błocie historycznych uprzedzeń, donosów, pustych haseł bez wyrazu i oddane jedynej bezwarunkowej miłości do Matki-Partii.
Prostym, subtelnym językiem autorka opisała nieco oniryczną i tragiczną zarazem albańską historię, w którą wplotła autobiograficzne wątki i własne doświadczenia z okresu, gdy mieszkała w Albanii.